# 美洲水豬母乳
美洲水豬母乳（学名：[Rotala ramosior] 错误：{{Lang}}：文本有斜体标记（帮助））为千屈菜科水豬母乳屬下的一个种。

## 扩展阅读
- 維基物種上的相關：美洲水豬母乳